# Real Valladolid
Real Valladolid Club de Fútbol je španjolski nogometni klub. Osnovan je 20. lipnja 1928., ujedinjenjem klubova Real Union Deportiva de Valladolid i kluba Deportivo Español. Trenutačno igraju u La Liga. Na tablici osvojenih bodova u La Ligi svih vremena, klub se nalazi na 13. mjestu po uspješnosti.
Momčad igra u Valladolidu od kojeg je i dobio nadimak Pucela. Njihov domaći stadion je Estádio José Zorrilla, koji može primiti do 26.512 gledatelja.

## Trofeji
- Segunda División: 1947./48., 1958./59., 2006./07.
- Tercera División: 1933./34.
- Copa de la Liga: 1984.
- Copa Real Federación Española de Fútbol:  1952./53.

## Poznati igrači
| - Martín Cardetti - Gabriel Heinze - Diego Klimowicz - Albano Bizzarri - Pablo Richetti - Oscar Flores - Javier Muñoz - Pablo Paz - Carlos Alberto Fenoy - Haris Medunjanin - Juan Manuel Peña - Júlio César - Arílson - Rodrigo Fabri - José Veiga - Patricio Yañez - Jorge Aravena - Óscar Wirth - Leonel Alvarez - René Higuita - Carlos Valderrama | - Harold Lozano - Edwin Congo - Alen Peternac - Mauro Ravnić - Iván Kaviedes - Mágico González - Daniel Dutuel - Shoji Jo - Cuauhtémoc Blanco - Ilija Najdoski - Ariza Makukula - Dragan Isailović - Dragan Ćirić - Antonio Rukavina - Stefan Mitrović - Gonzalo Colsa - David Aganzo - José Antonio García Calvo - Jesus María Pereda - Ramallets - José Luis Caminero - Ramón María Calderé - Gregorio Fonseca - Eusebio Sacristán - Manuel Sanchís Martínez | - Hipólito Rincón - Fernando Hierro - Gail - Luis García - Ricardo - Benjamín Zarandona - Tote - César Sánchez - Sergio Asenjo - José Moré - Luis Mariano Minguela - Gabriel Moya - Onésimo Sánchez - Juan Carlos Rodríguez - Jacinto Cabrera - Álvaro Gutiérrez - Nicolas Olivera - Fabian Estoyanoff - José Luis Mosquera |

## Poznati treneri
- Esteban Platko, 1928./31, 1934./40.
- Carlos Platko, 1941./43.
- Helenio Herrera, 1948./49.
- Heriberto Herrera, 1962.
- Antoni Ramallets, 1962./63., 1965./66.
- Emilio Aldecoa, 1966./67.
- Enrique Orizaola, 1967./68., 1968./69.
- Javier Clemente, 1989./90.
- Fernando Redondo, 1973./74., 1984./85., 1990, 1995.
- Rafael Benítez, 1995./96.
- Sergije Krešić, 1997./99., 2004./05.
- Vicente Cantatore, 1985./86. do 1989./90., 1996./97.
- José Luis Mendilibar, 2006.
- Miroslav Đukić, 2011./13.

## Vanjske poveznice
- Službena stranica kluba

| La Liga 2024./25. | La Liga 2024./25. |
| --- | ----------------- |
| |                   |
| Alavés • Athletic Bilbao • Atlético Madrid • Barcelona • Celta de Vigo • Espanyol • Getafe • Girona • Las Palmas • Leganés • Mallorca • Osasuna • Rayo Vallecano • Real Betis • Real Madrid • Real Sociedad • Sevilla • Valencia • Valladolid • Villarreal |                   |

| La Liga 2024./25. | La Liga 2024./25. |
| --- | ----------------- |
| |                   |
| Alavés • Athletic Bilbao • Atlético Madrid • Barcelona • Celta de Vigo • Espanyol • Getafe • Girona • Las Palmas • Leganés • Mallorca • Osasuna • Rayo Vallecano • Real Betis • Real Madrid • Real Sociedad • Sevilla • Valencia • Valladolid • Villarreal |                   |